# يغستوكي
يغستوكي (بالإنجليزية: Eggstöcke)‏ هو أحد جبال سلسلة جبال الألب غلاروس وجزء من القمة الأم غلارنيستش يقع في كانتون شفيتس وكانتون غلاروس، سويسرا. يبلغ ارتفاع الجبل حوالي 2455 متر، بينما يبلغ ارتفاع نتوء الجبل 96 متر.